# Idioma ongota
El ongota, birale o birayle es una lengua moribunda hablada en el sudoeste de Etiopía. En el año 2000, se confirmó su estado de declive, teniendo sólo ocho hablantes maternos ya mayores. La mayoría de los hablantes han adoptado la lengua ts'amakko en su lugar. [cita requerida]
El orden básico es Sujeto Verbo Objeto.
Es posiblemente una lengua afroasiática, pero no ha sido clasificada definitivamente. En el 2004 estaba siendo estudiada por Aklilu Yilma de la Universidad de Addis Abeba. Algunos autores han sugerido un parentesco distante con el cushítico oriental, aunque léxicamente parece tener mayor cercanía con el omótico meridional.